# Svenska Covidföreningen
Svenska Covidföreningen är en ideell patientförening som företräder de som blivit sjuka av covid-19. Föreningen arbetar för att öka kunskapen om postcovid och för att de drabbade ska få bättre vård och stöd från samhället. 
Svenska Covidföreningen startade hösten 2020. Då hade varken vården eller myndigheterna någon kunskap om långtidssymtomen och därför skapades grupper på nätet där drabbade kunde interagera med varandra. På så sätt började mönster i sjukdomsförlopp att upptäckas. Det blev också tydligt att många inte fick hjälp i vården. Idén om att starta en förening för att kunna påverka och ändra den rådande situationen föddes därför hos några som hade drabbats av postcovid. Målsättningen för föreningen var tydlig redan från början: alla som inte tillfrisknar ska ha rätt till adekvat diagnos, utredning och evidensbaserad behandling och rehabilitering – oavsett om man är inlagd på sjukhus, bor på äldreboende eller ligger hemma i sjuksängen.
Svenska Covidföreningen arbetar för mer patientnära forskning, en god och jämlik hälso- och sjukvård och för ett adekvat socialt skyddsnät för de som drabbats. Föreningen för dialog med aktörer som på olika sätt har uppdrag och möjligheter att påverka hur situationen ser ut för personer som har drabbats av postcovid. Med grund i patientperspektivet för föreningen samtal med vårdgivare, myndigheter, politiker och forskare. Dialogen sker genom enskilda möten, texter, skrivelser och remissvar. Föreningen erbjuder också stöd och information till drabbade och arrangerar bland annat webbinarium med föreläsare inom olika ämnen med koppling till postcovid.

## Organisation
Svenska Covidföreningen har en styrelse där alla arbetar ideellt förutom ordföranden som 2025 är delvis arvoderad. År 2024 fick föreningen bidrag från Region Stockholm och kunde anställa tre personer på deltid. I slutet av 2024 beviljades föreningen ett Arvsfondsprojekt och kunde därmed anställa ytterligare medarbetare för att arbeta i projektet. 
I augusti 2025 hade föreningen cirka 5700 medlemmar. 

## Long COVID Awareness Day
Sedan 2023 uppmärksammas International Long COVID Awareness Day, den 15 mars, världen över. Dagen uppmärksammas inom ramen för Long COVID Awareness Month (hela mars månad), och initierades av patientdrivna organisationer för att stå upp för de drabbade, sprida kunskap och uppmana till handling. 2023 arrangerade Svenska Covidföreningen en demonstration på Sergels Torg i Stockholm för att uppmärksamma Long COVID Awareness Day. Under mars 2024 och 2025 drev föreningen kampanjer i sociala medier för att sprida budskap om att postcovid behöver uppmärksammas och tas på allvar av beslutsfattare och samhället i stort.
Inför kampanjen 2025 genomförde Svenska Covidföreningen en Sifo-undersökning som visade att tre procent av svenskarna (mellan 16-84 år) är drabbade av postcovid, vilket motsvarar cirka 280 000 svenskar. Nyheten om resultaten i Sifo-undersökningen fick stort genomslag, bland annat gjorde Rapport ett inslag och även Ekot rapporterade om siffrorna.
Målet med kampanjen var att fler ska våga prata om sin sjukdom och att samhället ska bli bättre på att hjälpa de drabbade.

## Konferens om postcovid och ME
2024 var Svenska Covidföreningen medarrangörer för en årlig internationell forskningskonferens om postcovid och ME i Stockholm. Huvudarrangör var Riksförbundet för ME-patienter (RME). Även 2025 är Svenska Covidföreningen medarrangörer till konferensen som äger rum 15 oktober. Syftet med konferensen är främst att lyfta kunskap som är relevant för alla som arbetar med vårdfrågor: vårdgivare, beslutsfattare och forskare. Ambitionen är att visa hur forskningen om postcovid och ME flyttat fram positionerna och förhoppningsvis bidra till att förmedla större förståelse för sjukdomarnas utmaningar.